# فؤاد شحادة (محامي)
فؤاد شحادة (13 يوليو 1925 - 7 سبتمبر 2019)، محام فلسطيني حاصل على لقب غينيس للأرقام القياسية كأطول ممارس لمهنة المحاماة.

## النشأة
ولد شحادة في مدينة القدس في 13 يوليو 1925. والده هو الصحفي والناشط السياسي بولص شحادة، مؤسس صحيفة «مرآة الشرق». درس في مدرسة المطران في القدس حتى عام 1942، ومن ثم في الجامعة الأمريكية في بيروت وبعدها في معهد الحقوق في القدس.
بدأ ممارسة المحاماة في عام 1948، قبل النكبة الفلسطينية بأشهر مع أخيه عزيز شحادة في مدينة يافا، وانتقلا بعد النكبة إلى مدينة رام الله، حيث ما زال يزاول مهنة المحاماة.
فقد بصره إثر حادث سير عام 1978 على طريق نابلس-جنين.

## ألقاب
حصل في 31 مايو 2016 على لقب «أطول ممارس لمهنة المحاماة» من قبل موسوعة غينيس للأرقام القياسية، حيث أمضى 66 عاما و187 يوما حتى تاريخ التحقق.

## الوفاة
توفي فؤاد شحادة فجر السبت 7 سبتمبر 2019.